# Протесты в Беларуси (2017)
Акции протеста в Белоруссии (2017) (бел. Пратэсты ў Беларусі (2017)), известные как «Марши нетунеядцев» (бел. «Марш недармаедаў») — акции протестов жителей Белоруссии, проходившие против Декрета № 3 «О предупреждении социального иждивенчества» принятым Национальным собранием Республики Беларусь, а после подписанным Президентом Республики Беларусь Александром Лукашенко. Среди других требований протестующих: остановка снижения реальных доходов населения, прекращение обворовывания пенсионеров, отмена повышения пенсионного возраста, остановка роста платы за коммунальные услуги, возвращение свободных и справедливых выборов.

## Причины
Декрет № 3 «О предупреждении социального иждивенчества» Президента Республики Беларусь был подписан 2 апреля 2015 года, и его обсуждение велось только в узком формате и кругах общества. Сами же акции протеста проявились только после получения гражданами «письма счастья» — письма от налоговой инспекции с предъявлением о выплате «налога на тунеядство» или объяснить, на основании чего вы имеете право не платить этот сбор.
Всего налоговые органы разослали около 470 тысяч уведомлений на уплату налога на тунеядство. 20 февраля 2017 года должен был истечь последний срок уплаты этого сбора. На тот момент сбор выплатили только около 54 тыс. граждан (примерно 11,5 %). Некоторое количество граждан обратилось в местные органы власти с заявлениями об освобождении их от уплаты сбора из-за тяжёлой жизненной ситуации (во время одной из редакций декрета в него была внесена такая возможность). Для тех же кто не уплатил этот сбор или выплатил его не вовремя была предусмотрена административная ответственность. В этом случае должен был быть составлен протокол, который должен был быть направлен на рассмотрение в суд, а там уже принято решение об административной ответственности в виде штрафа в размере от 2 до 4 базовых величин или об административном аресте. В случае административного ареста гражданин в обязательном порядке должен был быть привлечён к общественно-полезным работам, после отбытия которых сумма сбора будет считаться погашенной. Административный арест может быть наложен на срок до 15 суток.
Организаторами акции назначенной на вечер 17 февраля выступили оппозиционные политики участники президентских выборов 2010 года Николай Статкевич и поэт Владимир Некляев.

## Хронология протестов

### 17 февраля. Марш рассерженных белорусов
В 17.25 на Октябрьской площади Минска начали собираться первые участники «Марша рассерженных белорусов». Через некоторое время на площади появились организаторы акции Николай Статкевич и Владимир Некляев. На акцию также пришли координатор «Европейской Беларуси» Максим Винярский и сопредседатель БХД Павел Северинец, лидер «Молодого фронта» Дмитрий Дашкевич. К 18 часам на площади собралось уже более 1000 человек. Люди скандировали: «Жыве Беларусь!», «Лукашенко — дармоед!», «Лукашенко — нет!», «Диктатуре — нет!», «Долой Лукашенко!», «Лукашенко — сатрап!» и «Свободу народу!». Николай Статкевич призвал участников Марша принять резолюцию:

Мы, участники Марша рассерженных белорусов, решительно требуем от власти:
1. Отменить позорный Декрет № 3 от 02.04.2015 «О предотвращении социального иждивенчества».

2. Остановить снижение реальных доходов населения, обворовывание пенсионеров, повышение пенсионного возраста, рост платы за коммунальные услуги.

3. Вернуть народу свободные, справедливые выборы. В случае, если в течение месяца, до 17 марта 2017 года власть не предпримет реальных шагов для выполнения воли народа, мы предпримем новые коллективные действия, подготовку которых поручаем нашим представителям.

Участники акции единогласно проголосовали за предложенную резолюцию, эту резолюцию они решают отнести в Министерство по налогам и сборам. В 18.30 начинается движение людей в сторону Площади Независимости. Владимир Некляев попросил милицию разрешить участникам акции выйти в первую полосу проспекта, чтобы на тротуаре и переходе не началась давка, но милиция отказала. Всё время шествия прибывают новые люди. К 19.00 часам голова колонны подошла к площади Независимости, сама же колонна в несколько тысяч человек растянулась почти от одной площади до другой. Милиция никак не мешала прохождению Марша. У Министерства выступили организаторы акции, затем в кастрюле прямо на ступеньках Министерства люди начали жечь «письма счастья». В конце Марша Николай Статкевич потребовал от властей выполнения всех требований митингующих до 25 марта — Дня Воли. Иначе, по его словам, в День Воли люди снова соберутся и будут требовать отставки нынешней власти. В 19.30 акция завершилась.

#### Результаты
Несанкционированный «Марш рассерженных белорусов» оказался массовым, что стало неожиданным как для самих участников, так и для организаторов акции. До 5 тысяч белорусов приняли участие в митинге на Октябрьской площади, проспекте Независимости у здания Министерства по налогам и сборам. Результатом сего митинга стало принятие резолюции, основные требования которой: отменить позорный Декрет № 3 «О предотвращении социального иждивенчества», остановить снижение реальных доходов населения, вернуть народу свободные, справедливые выборы.
- На первого гродненца Ежи Григенча составлен протокол за участие в Марше нетунеядцев 19 февраля (итого пять человек)[16].

### 19 февраля — события в областных центрах
- Брест — митинг, около 100 участников[2].
- Гомель — шествие, затем митинг на площади Ленина (от 2000 до 3000 участников)[17].
- Гродно — несколько десятков участников, шествие к Облисполкому[18].
- Витебск — митинг, 250 человек[19].
- Могилёв — митинг, 200 человек[4].

### 26 февраля — события в областных и районных центрах
- Брест — митинг, 300 участников[20].
- Барановичи — митинг, 300 участников[20].
- Бобруйск — митинг на площади Ленина, собралось около 1500 человек[20]. Перед ними выступил уроженец города, один из руководителей Белорусской христианской демократии Виталий Рымашевский.
- Витебск — более 2000 протестующих собралось у площади Победы. Это значительно больше, чем на прошлой акции неделю назад. После получаса протестующие с площади Победы двинулись в направление площади Свободы, где находится горисполком и облисполком. На площади Свободы была замечена группа провокаторов с закрытыми лицами, которые выкрикивали «Слава России», но люди их не поддержали, и они покинули акцию. После небольшого митинга акция протеста закончилась[20].

### 5 марта
Брест — Митинг и шествие от 1000 до 2000 человек Хроника марша Главной действующей силой в Бресте стали анархисты.
Мэр Рогачук провёл встречу с «тунеядцами», аресты до Марша и после, суды. Участники протеста получили 4-5 суточный административный арест. Ещё одна активная участница маршей 3 марта была задержана и помещена в психиатрический стационар областного психоневрологического диспансера.

### 10 марта
Молодечно — митинг на Центральной площади, выступления, принятие резолюции и шествие до налоговой службы. Количество собравшихся от 500 до 1000 человек. Организаторы — сопредседатель «Белорусской христианской демократии» Виталий Рымашевский, председатель Объединённой гражданской партии Анатолий Лебедько и глава движения «За свабоду!» Юрий Губаревич.
После митинга организаторы получили по 15 суток ареста за организацию марша «Марша нетунеядцев».

### 11 марта
В Пинске накануне мирного шествия сообщили о начале ремонта памятника Ленина, площадку вокруг которого оградили забором. На самой площади собралось от 350 до 400 человек. Со стороны, предположительно, трёх переодетых в гражданское сотрудников милиции была попытка задержать гомельского видеоблогера Максима Филипповича, однако его отбили люди. Милиция, которая в это время находилась на площади, не отреагировала на эту попытку похищения, сказав «звоните в 102», а после возмущений со стороны Максима Филиповича и собравшихся на мирное шествие граждан, демонстративно отошла в сторону, словно ничего не случилось. М.Филипович 13 марта задержан ОМОНом после заочного приговора гомельского суда на 13 суток. Организаторы шествия не были замечены. Сообщается о трёх арестованных.

### 12 марта
- Брест — на пике акции на площади Ленина было не более 200 протестующих. Шествие по Советской к ЦУМу[27]. Участником митинга был председатель Брестской областной организации БСДП (Грамада) Игорь Масловский. На митинге присутствовала супруга активиста Андрея Шарендо, который был арестован на 5 суток за участие в митинге. Правозащитник Роман Кисляк рассказал, что заблокирован участник предыдущих митингов Павел Кинчак. По его словам, в его дворе дежурили сотрудники милиции в штатском. В 13.00 люди к двинулась с площади Ленина по улице Советской. Люди скандировали: «Баста», «Нет декрету № 3» и «Жыве Беларусь!». Во главе колонны была Полина Шарендо-Панасюк, в мегафон говорила, что проходит митинг против налога на тунеядство. Митинг закончился в 13.30[28].
- Бобруйск — на площади Победы собралось от 700 до 1000 протестующих[29]. Митинг носил стихийный характер, никто из лидеров оппозиции не присутствовал[30][31]. До начала митинга были задержаны активисты, которые, предположительно, расклеивали листовки призывающие граждан принять участие в митинге. 9 марта в офисе организации ОГП был обыск. Милицию интересовала печатная агитация . На митинг люди пришли с плакатами «Нет декрету № 3». Высказывали претензии, требовали отмены декрета № 3 и отставки президента[32]. С 11 утра в нескольких кварталах от места проведения митинга начала работу общественная приёмная. Присутствовали чиновники, которые были готовы дать разъяснения по поводу декрета № 3. Представители горисполкома пришли на митинг, приглашали людей в приёмную, им кричали: «Ганьба!» и говорили не мешать людям проводить митинг. Митинг закончился около 13.30[33].
- Орша — с утра обыски у активистов. В 13.00 на площади Ленина начался митинг в пик которого число собравшихся превысило 1000 человек. До начала митинга были задержаны журналисты для проверки документов «Нашей Нивы» Сергей Гудилин, Tut.by, журналистка БелаПАН Дарья Гурштын, редактор интернет-издания «Народные новости Витебска» Сергей Серебро[34]. Люди собрались на центральной площади, решили составить резолюцию и внести её в райисполком. После обсуждения предложений двинулись в райисполком, чтобы встретиться с чиновниками[35]. После митинга были задержаны сопредседатель оргкомитета по созданию партии «Белорусская христианская демократия» Павел Северинец и водитель который его вёз, журналистка Радио Свобода Галина Абакунчик, фотограф БелаПАН Андрей Шавлюга, блогер Анастасия Пилюгина, журналистка «Белсата» Александра Борозенко и Екатерина Бахвалава. 18 человек было задержано[36][37].
- Рогачёв — участников около 400 человек. Лидеров на митинге не было. Люди обсуждали действующею власть и есть ли ей альтернатива, жаловались на отсутствие работы. Между митингующими были споры. Некоторые говорили, что всё хорошо, их высказывания большинством воспринимались отрицательно. Люди называли их провокаторами. Митинг закончился около 17.30[38].

### 15 марта
- Гродно — в парке Жилибера собралось около 1000 человек, затем участники митинга вышли на площадь к памятнику Ленина, заместитель председателя Гродненского горисполкома приглашала протестующих на переговоры в зал, рассчитанный на 250 мест, отдачи её предложение не получило, митинг на площади продолжился[18][39].
- Могилёв — на улице Ленина собралось от 500 до 700 протестующих, затем прошло шествие до площади Звёзд[40]. На встречу к ним вышел депутат Игорь Марзалюк[41]. Депутат был освистан толпой, однако продолжил общаться с людьми и пообещал, что 25 марта в декрет внесут изменения: «Всю дурость уберут»[42]. После митинга в Могилёве прошли задержания[43]. Полковник Волков С. С. руководил задержанием.
- Минск — от кинотеатра «Октябрь» до площади Бангалор и парка Дружбы народов прошли от 2500 до 4000 человек, шествие носило лозунг «Мы — нетунеядцы». На митинге присутствовали лидеры гражданской кампании «Говори правду» Андрей Дмитриев и Татьяна Короткевич. От власти на митинг пришла только депутат Палаты представителей от оппозиционной партии ОГП Анна Канопацкая[44].

Вечером после марша в Минске начались задержания протестующих. По данным правозащитников, в Минске были арестованы более 50 человек.
Первая попытка забрать участников акции (по словам свидетелей, представителей анархистского движения) состоялась ещё на площади Бангалор, но их «отбили» прохожие. Активисты поехали на троллейбусе, но вскоре на проспекте Машерова в середину салона ворвались все те же неизвестные — и провели «зачистку» с использованием слезоточивого газа. От газа пострадали и обычные пассажиры. Около десятка ребят увезли в неизвестном направлении на микроавтобусах без опознавательных знаков. Милиция отказалась давать какие-либо комментарии.

### 18 марта
По призыву некоторых активистов анархистского движения должны были состояться акции 18 марта на площадях городов Белоруссии, однако информация не была широко распространена в социальных сетях, интернете, поэтому во многих городах акции не состоялись.
- Светлогорск — около 25 — 30 человек собрались на центральной площади города[46].
- Мозырь — несколько десятков человек собрались у памятника Ленину[47].
- Кобрин — несколько десятков собравшихся[48].
- Лунинец — несколько десятков собравшихся на центральной площади города[49].

В остальных городах, где были запланированы акции: Лиде, Новополоцке, Речице, Борисове, Осиповичах, Горках и Жодино собрания не состоялись.
Задержания журналистов телеканала Белсат произошли в четырёх городах.

### 19 марта
- Слоним — около 400—500 человек собрались на площади Ленина в центре города. К собравшимся вышел мэр города Олег Мечиславович Таргонский вместе со своим заместителем. Собравшиеся задали ему ряд волнующих их вопросов. В конце митинга участники приняли резолюцию, требующую «отменить Декрет № 3», «остановить рост цен», «провести честные выборы» и «соблюдения правительством и президентом конституционных прав и свобод». По окончании мероприятия местный правозащитник Виктор Марчик задержан неизвестными[51].
- Барановичи — На площади Ленина в Барановичах собралось от 50 до 70 человек[52].

### 22 марта
Аресты:
- Брест — Наталья Папкова, арест на ЖД вокзале[53].
- Минск — Молодой фронт, три человека, фамилии[54].

### 23 марта
- Минск — арестован зам. председателя ОГП Николай Козлов[55].
- Число арестованных достигло 300 человек.

### 24 марта
С одиночным пикетом к КГБ в Минске вышла Нина Багинская с требованием освободить политзаключённых, задержана

### 25 марта. День Воли

#### Минск

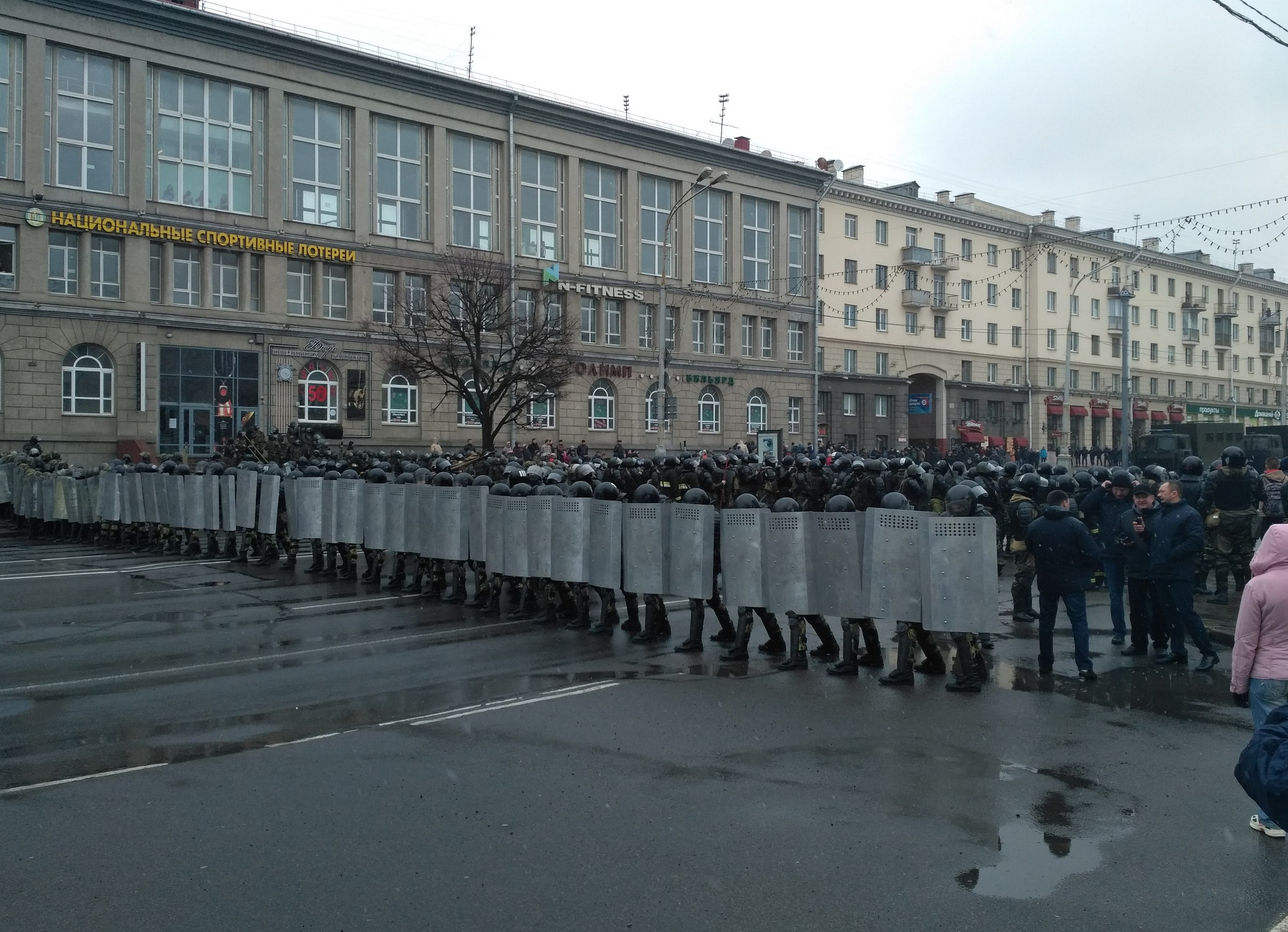
Проспект Независимости возле площади Якуба Коласа перекрыт ОМОНом

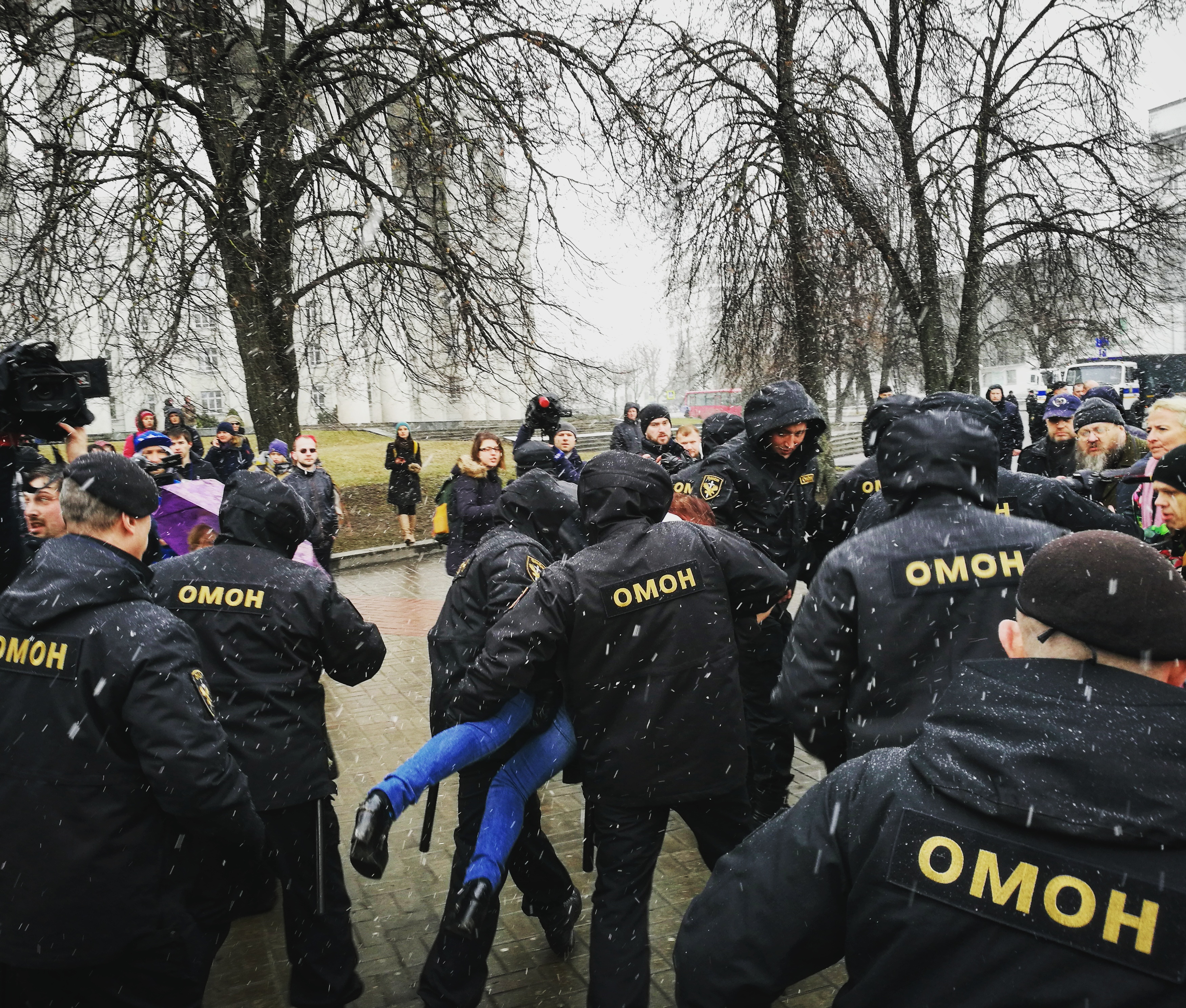
Задержания 25 марта 2017 на Академии Наук

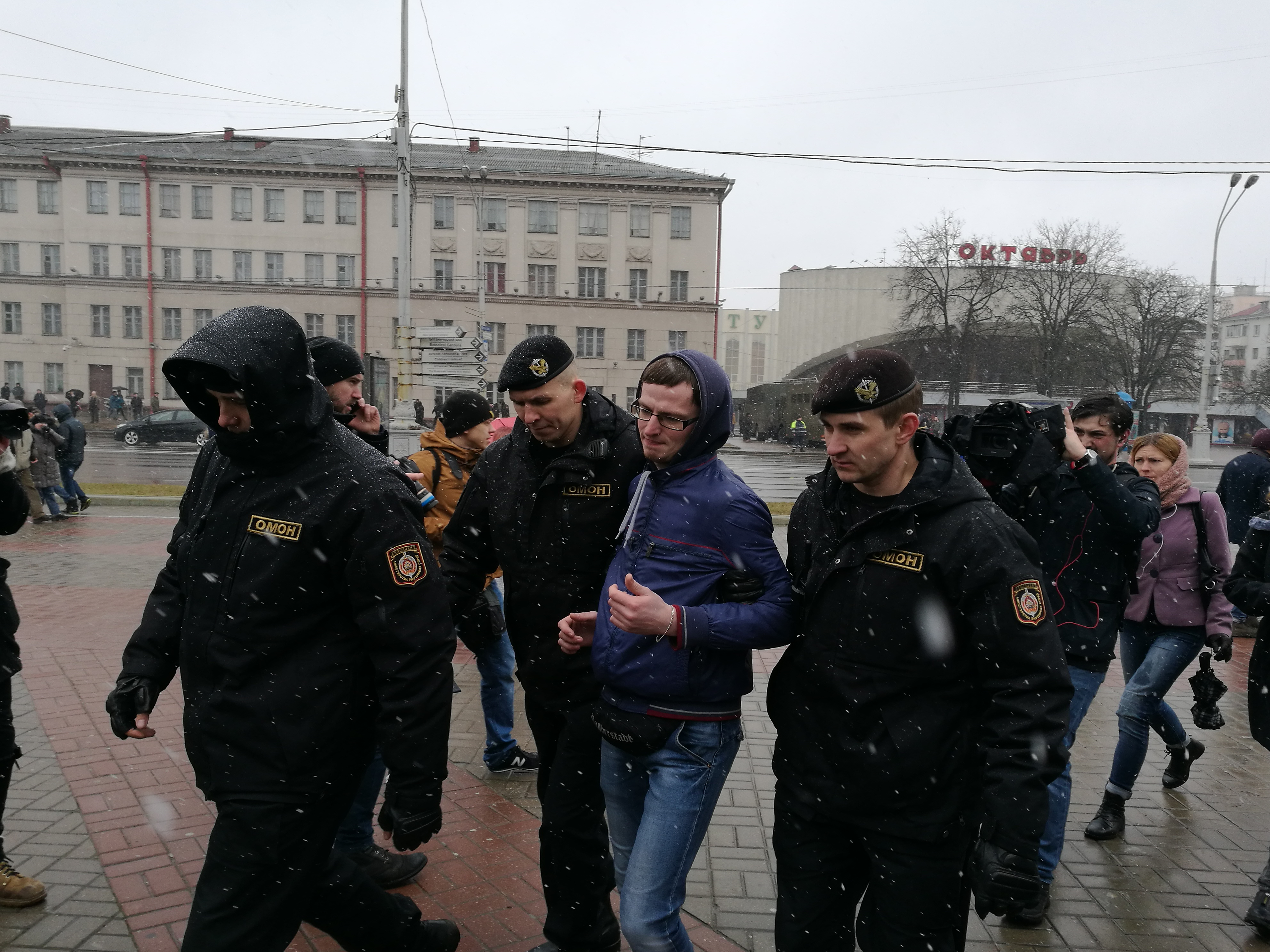
Задержания 25 марта 2017 на Академии Наук

Сбор участников акции был запланирован на 14:00 у Академия наук, затем планировалось шествие до площади Независимости. Шествие намеревался возглавить Николай Статкевич, однако за день до проведения акции связь с ним была потеряна, а его странички в социальных сетях ВКонтакте, Facebook и персональный сайт были взломаны. Утром в центр белорусской столицы были стянуты крупные силы милиции — ППС, ОМОН, спецназ, внутренние войска, ГАИ, несколько десятков автозаков, десятки автобусов, несколько единиц специальной техники — водомёты, штурмовые машины, броневики. Район Академии наук был оцеплен с 12 часов утра. В 12.30 «по техническим причинам» станции метро Площадь Якуба Коласа, Академия наук и Парк Челюскинцев прекратили приём и выгрузку пассажиров. Протестующие стали скапливаться на разных подступах к месту проведения акции. Несколько сотен человек собрались на площади Калинина, после чего к ним была применена физическая сила со стороны правоохранительных органов.
В 14.00 у Академии Наук собралось несколько десятков человек, среди них множество сотрудников правоохранительных органов в гражданской одежде. В 14:15 был полностью закрыт проход на проспект Независимости. Сотрудники милиции практически сразу начали задержания. Изначально задерживали лишь пришедших на акцию людей, которые проявляли активность (высказывали своё мнение журналистам, держали в руках символику или плакаты). Между 14.20 и 14.25 более 1.000 протестующих собрались с другой стороны проспекта Независимости недалеко от Академии Наук, и двинулись по направлению к площади Якуба Коласа, в колонне была замечена многочисленная символика. В 14.30 кордон сотрудников ОМОНа, став шеренгой, полностью перекрыл проспект Независимости. В 14.40 начались массовые задержания, как участников шествия, так и просто случайных прохожих, оказавшихся вблизи места событий. Среди задержанных оказались и журналисты, а также несколько граждан других государств. Всего между Академией Наук и площадью Якуба Коласа оказались зажаты более 3 тысяч человек. ОМОНу удалось рассечь их на отдельные группы от нескольких десятков до нескольких сотен и планомерно начать проведение массовой «зачистки». В 14.50 кордон милиции, растянувшись на всю ширину проспекта, начал оттеснять протестующих в сторону площади Якуба Коласа. Против них применялись дубинки и милицейские щиты. Упавших на землю избивали ногами и тащили в подъехавшие автозаки.
На 15.00 задержаны и рассеяны последние протестующие на участке проспекта Независимости от улицы Якуба Коласа до улицы Петруся Бровки. Задержано несколько сотен человек. Приблизительно в это же время около 200 протестующих стали двигаться от ЦУМа в сторону Площади Победы. В сторону сотрудников милиции посыпались оскорбительные высказывания. Возросшая (благодаря случайным прохожим и вырвавшимся группам других протестующих, более чем 1000 человек) колонна в 15.20 остановлена кордоном милиции в районе пересечения проспекта Независимости с улицей Козлова. ОМОНовцы, пытаясь напугать протестующих, стали бить дубинками в щиты. В 15.25 кордон милиции стал продвигаться вперед, оттесняя протестующих. Против них вновь применили спецсредства, начались массовые задержания, как участников акции, так и случайных прохожих. Колонна начала разбегаться в сторону Свислочи и парка Горького. В 15:50 около 200 человек собрались на мосту через Свислочь в парке Горького. Между 16.20 и 16.50 проведено рассеивание и этой колонны протестующих. Всего за день в Минске подверглись задержанию более 1000 человек, среди них более 50 журналистов, в том числе иностранных телеканалов. Всего по данным независимых СМИ участие в акциях протеста приняли от 5 до 7 тысяч человек.

#### Другие города
- Брест — шествие и митинг собравший от 500 до 700 участников[62].
- Витебск — шествие от площади Победы к памятнику Владимиру Короткевичу собравшее от 250 до 300 человек[63][64].
- Гродно — Коложский парк, митинг собравший от 150 до 200 человек[65]
- Гомель — шествие и митинг собравшие около 500 участников[66]. Арестованы журналисты[67].

### 26 марта
- Минск — 12.00 на Октябрьской площади и возле неё собралось около 300 человек, задержаны более 40 человек.
- Орша — Центральная площадь, более 100 человек.
- Пинск — около 150 человек.
- Витебск — более 100 человек.
- Могилев — 50 человек.
- Гродно — 30 человек.
- Брест — 30 человек, 14 задержаны.
- Бобруйск — 20 человек.
- Гомель — 2 человека с плакатами.
- Полоцк — несколько десятков человек, обошлось без задержаний.

### 9 апреля
Прошёл санкционированный властями митинг протеста в Бобруйске. В нём приняли участие до 100 человек собравшихся у входа на футбольный стадион «Славянскі» на улице Урицкого. На митинге присутствовали оппозиционные активисты в том числе Виталий Рымашевский

### 26 апреля. Чернобыльский шлях
Акция «Чернобыльский шлях» 26 апреля была разрешена Минским городским исполнительным комитетом. Заявителями ЧШ-2017 стали представители «Зелёных», БНФ, движение «За свободу», БХД и «Говори правду». Кроме них, в оргкомитет вошли также ОГП и движение «Разам».
Начало акции планировалось около Оперного театра, затем шествие должно было пройти до площади Бангалор к чернобыльской часовне. Власти санкционировали только традиционное место сбора у Академии наук и назначили время на 14.00. Оппозиция согласилась на перенос места сбора, но назвала «издевательством» назначение начала акции на рабочее время в будний день. В итоге Мингорисполком дал разрешение на сбор в 18.00.
На акции присутствовали лидеры БХД Павел Северинец и Виталий Рымашевский, руководитель движения «За свободу» Юрий Губаревич, лидеры партий БНФ Алексей Янукевич и ОГП Анатолий Лебедько. Всего в акции участвовало 450—600 человек. Милиция выборочно досматривала рюкзаки.
В 18.20 колонна начала движение к площади Бангалор. После шествие объединилась с митингующими из партии КХП-БНФ, которые проводили свою акцию в Киевском сквере и которые также получили разрешение Мингорисполкома. Митинг закончился в 20 часов. Участники приняли резолюцию, которая содержала требования остановки строительства АЭС в Островце, остановки освоения чернобыльских земель и промышленного производства продуктов питания на них и возобновление программы социальной защиты ликвидаторов аварии на ЧАЭС.

### 1 мая
- Минск — От 700 до 1000 человек собралось по призыву Николая Статкевича на Октябрьской площади. Сам Статкевич на митинге не присутствовал так как 28 апреля был задержан сотрудниками милиции и отбывал пять суток административного ареста в приемнике распределителе «Окрестино». Вместо него митинг возглавили его жена Марина Адамович, оппозиционный политик Владимир Некляев, лидер движения «За Свободу» Юрий Губаревич и оппозиционный политик Павел Северинец. После проведения короткого митинга на октябрьской площади, колонна протестующих двинулась по направлению к площади Независимости. В толпе звучали призывы к отставке Александра Лукашенко, отмене декрета № 3 и освобождению политических заключённых. Была замечена многочисленная символика. После марша до площади Независимости собравшиеся приняли резолюцию зачитанную Владимиром Некляевым, после чего митинг завершился. Позже были задержаны Павел Северинец и Юрий Губаревич[74]
- Гомель — На площадке у ДК «Випра» состоялся санкционированный властями митинг организованный оппозиционной партией левых «Справедливый мир». В митинге приняло участие около 80 — 100 человек. От самой партии присутствовал активист Юрий Глушаков. Кроме того на митинге присутствовали активисты другой оппозиционной партии — Белорусская христианская демократия Виталий Рымашевский и Ольга Ковалькова. Рымашевский попытался развернуть бело-красно-белый флаг, однако сотрудники милиции пресекли его попытку и отобрали символику. На митинге продолжавшемся час протестующие призывали власти отменить декрет № 3, контрактную систему, и отказаться от повышения пенсионного возраста[75].
- Брест — 4 человека вышли на ул. Советская с белыми листами бумаги в знак солидарности с арестованными ранее политическими активистами. Через несколько минут они были задержаны сотрудниками милиции[76].
- Барановичи — 10 человек вышли на главную площадь города с белыми листами бумаги в знак солидарности с политическими активистами арестованными властями. Однако один из них был задержен сотрудниками милиции[77].

### 22 июня
В 18.00 на Октябрьской площади Минска около 20 человек приняли участие в пикете в поддержку политических заключённых по так называемому «делу патриотов» (арестованные в конце марта бывшие участники организации «Белый легион» и участники бобруйского военно-спортивного клуба «Патриот»).

### 3 июля
Во время официального празднования Дня независимости Республики Беларусь в Минске прошло шествие «За мирную Беларусь». Шествие прошло от Октябрьской площади до площади Независимости, в нём приняло участие около 200 человек, колонну возглавил Николай Статкевич. Одно из требований акции — отмена совместных с Россией военных учений «Запад-2017». Акция прошла без задержаний.

### 8 сентября
В Минске прошла акция протеста «За мирную Беларусь» против военных учений «Запад-2017». В ней приняли участие более 100 человек, в том числе оппозиционные политики Николай Статкевич, Владимир Некляев, Павел Северинец и Вячеслав Сивчик. 8 сентября отмечается неофициальный День белорусской воинской славы, именно в это день 500 лет назад состоялась Битва под Оршей.

### 21 октября
21 октября в Минске на Октябрьской площади в 14:00 началась несанкционированная властями акция протеста, организованная лидером «Белорусского национального конгресса» Николаем Статкевичем. Протестующие требовали отмены «декрета о тунеядцах», повышения зарплат и пенсий, борьбы с дедовщиной и насилием в армии, на которые после резонансного случая гибели солдата срочной службы было обращено особое внимание белорусского общества. Шествие, в котором приняли участие около 200 человек, прошло от Октябрьской до площади Независимости, акция длилась меньше часа. Во время шествия не было задержаний и препятствий митингующим, но впоследствии были задержаны два активиста.

## Реакция властей
19 февраля в вечерней воскресной программе «Главный эфир» на государственном телеканале «Беларусь 1» протесты были осуждены. В сюжете под названием «Марш против справедливости» в частности утверждалось, что не платить налоги это плохо. На другом государственном телеканале — ОНТ в сюжете о Декрете № 3 рассказывалось о том, что протесты вызваны непониманием смысла сбора.
28 февраля протесты, связанные с Декретом о тунеядстве, впервые прокомментировал Президент Беларуси Александр Лукашенко. По его мнению участников протестов используют в своих корыстных целях определённые силы из-за рубежа.
6 марта в вечернем эфире государственного телеканала «Беларусь 1» вышел специальный репортаж-расследование под названием «Звонок другу», которого не было в программе передач. В сюжете авторы обратились к символике протеста — поднятому кулаку. Отмечалось, что этот символ приносит беду, так как Югославии, в которой он якобы впервые был использован (организация Отпор!), больше не существует. В эфире прозвучали записи прослушки телефонных разговоров Николая Статкевича. Один из этих разговоров был с украинским бизнесменом. Особое внимание в сюжете было уделено участием в протестах анархистам. Сюжет был разбавлен многочисленными кадрами украинского Евромайдана.
9 марта на совещании по актуальным вопросам развития страны Александр Лукашенко озвучил решение приостановить действие декрета и в течение этого года не взимать сбор с «тунеядцев». При этом деньги, тем кто уже оплатил сбор, вернут если они в 2016 году работали. Если же не работали, то их деньги пойдут в счёт погашения сбора за 2016 год (изначально сбор должен был взиматься с людей не имевших работу в 2015 году). Лукашенко подчеркнул, что нужно вести диалог с протестующими людьми. Нужно выделять для них места в городе, где бы они могли собираться и к ним обязан выходить местный «начальник». Президент подчеркнул, что не нужно трогать протестующих людей, однако из толпы «как изюм из булки, нужно выколупывать провокаторов», которые должны отвечать по всей строгости закона.
Несмотря на приостановление действия декрета протестные марши продолжились, как в областных, так и в районных центрах.
12 марта в эфире телеканала «Беларусь 1» вышло продолжение сюжета «Звонок другу». Этот репортаж повторил идеи предыдущего. В новом сюжете появился проживающий с середины 90-х годов в эмиграции политик Зенон Позняк, который якобы начал призывать людей не участвовать в маршах. Позже в интервью Радио «Свобода» Зенон пояснил, что видео взято из социальных сетей и он призывает в нём к другому, а именно быть осторожными, не вестись на провокации и воздержаться от радикальных действий, чтобы не получилось как в 2010 году. А сюжет «Звонок другу», который в прошлое воскресенье вышел в эфир на «Беларусь 1», в этот вечер повторили на канале ОНТ.
По состоянию на 12 марта ни одна государственная городская газета не написала про протесты против Декрета № 3. Также отсутствуют какие-либо сведения о протестах со стороны Федерации профсоюзов Беларуси.
14 марта начались аресты участников протестов. Например, был привлечён к административной ответственности Вадим Саранчуков (глава партии БНФ в г. Гродно).
21 марта во время рабочей поездки в Могилёв Александр Лукашенко заявил: «Как бы ни было непопулярно: декрет № 3 я не отменял и даже не приостанавливал. Это неправильно говорят. Декрет № 3 сегодня работает. Единственное, что я потребовал, коль власть виновата была, понаправляли эти „письма счастья“ кому надо и кому не надо, — приостановить выплату на этот год. Но за это время мы выверим все списки. Крайний срок — 1 октября».
Во время этой же поездки Лукашенко рассказал, что «буквально в эти часы задержали пару десятков боевиков, которые готовили провокацию с оружием». По его словам лагеря «боевиков» находились на Украине и «в Литве или в Польше, не буду утверждать, но где-то там». Глава МИД Литвы Линас Линкявичюс назвал эти заявления «высосанными из пальца небылицами». СБУ Украины потребовало объяснений касательно заявления о боевиках из Украины, а в МИД Украины сообщили, что эти «высказывания не соответствуют действительности, являются провокационными и вредят развитию добрососедских отношений».
22 марта стали поступать сообщения об арестах бывших участников организации «Белый легион» (незарегистрированная молодёжная организация существовавшая в 90-х годах). Также аресту подверглись некоторые участники бобруйского военно-спортивного клуба «Патриот».
18 апреля государственный телеканал «Беларусь 4 Гродно» показал репортаж посвящённый маршам нетунеядцев февраля-марта под названием «„Маршем“ в никуда». В сюжете анонимный диктор, утверждал, что на марши ходят те, кому «делать, по сути, нечего, как только маршировать». Диктор сделал вывод, что белорусские оппозиционные деятели, которые «хорошо обустроили свою жизнь», только «делают вид, что борются за права белорусов».
В этот же день, на сайте областной газеты «Вечерний Могилёв» была опубликована статья «Какой нам нужен Декрет о тунеядстве?» военного юриста в отставке Виктора Кондратьева, в которой он пришёл к выводу, что найти управу на тунеядцев (в качестве примера в статье упоминается «бич Федя») существующими средствами не получится. «По-хорошему, Федю бы надо расстрелять. Но, кажется, сам он никого не убил, чтобы наказывать его по принципу око за око», — написал Кондратьев. Автор надеется, что будет «ещё принят такой декрет о тунеядцах, который направит этот сброд в резервации и заставить их работать там до пенсии». Публикация вызвала негативную реакцию в байнете. Позже она пропала с сайта газеты, в которой пожаловались, что получили «шквал лихорадочных, оскорбительных отзывов».
В середине июля налоговая начала возвращать деньги тем, кто уплатил сбор за 2015 и (или) 2016 годы, и при этом устроился на работу в 2017 году. Для того, что бы получить свои деньги назад нужно было написать заявление в налоговую. Декрет был отправлен на доработку. 25 января 2018 года Александр Лукашенко подписал новый Декрет № 1. По словам разработчиков нового декрета, он направлен «на стимулирование трудоспособных неработающих граждан к легальной занятости». В новом законе нет норм о взимании с трудоспособных неработающих граждан денежного сбора, но такие лица будут должны производить оплату субсидируемых государством услуг по их полной стоимости. Новый декрет начнёт действовать с 1 января 2019 года.